# Saison 2002-2003 du FC Sochaux-Montbéliard
Chronologie
Saison précédente Saison suivante
La saison 2002-2003 du FC Sochaux-Montbéliard est la 55e saison du club en Ligue 1.

## Résultats en compétitions nationales
- Ligue 1 : 5e avec 64 points, 6e attaque avec 46 buts marqués, 2e défense avec 31 buts encaissés, 1re à domicile (43 pts), 8e à l'extérieur (21 pts)
- Coupe de France: élimination en 1/32 de finale par Grenoble Foot
- Coupe de la Ligue: Finaliste contre l'AS Monaco

## Résultats en compétitions européennes
- Coupe Intertoto: élimination en 1/2 de finale par Fulham

## Transferts

### Mercato d'été
| Nom                         | Nationalité sportive | Contrat                 | Provenance/Destination |
| Arrivées                    |                      |                         |                        |
| Guy Lacombe (entraîneur)    | France               | 2 ans                   | EA Guingamp            |
| Wilson Oruma                | Nigeria              | ?                       | Servette FC            |
| Johann Lonfat               | Suisse               | ?                       | Servette FC            |
| Basile De Carvalho          | Sénégal              | ?                       | CS Louhans-Cuiseaux    |
| Ibrahim Tall                | Sénégal              | ?                       | CS Louhans-Cuiseaux    |
| Gérard Gnanhouan            | Côte d'Ivoire        | Prêt (1 an)             | EA Guingamp            |
| Kamel Chafni                | Maroc                | Premier contrat (4 ans) | Libourne               |
| Départs                     |                      |                         |                        |
| Jean Fernandez (entraîneur) | France               | ?                       | FC Metz                |
| Pascal Villechalane         | France               | Fin de contrat          | FC Rouen               |
| Bernard Maraval             | France               | ?                       | Retraite sportive      |
| André Barroso               | Brésil               | Fin de contrat          | ?                      |
| Vincent Fernandez           | France               | Fin de contrat          | RC Strasbourg          |
| Kendal Ucar                 | France               | Transfert               | Ionikos Le Pirée       |

### Mercato d'hiver
| Nom             | Nationalité | Contrat           | Provenance/Destination |
| Arrivées        |             |                   |                        |
| Laurent Charvet | France      | Transfert gratuit | Manchester City        |
| Départs         |             |                   |                        |
| Stéphane Crucet | France      | ?                 | AS Nancy-Lorraine      |
| Kamel Chafni    | France      | Prêt (6 mois)     | Besançon RC            |